# Famille Beyens
Pour les articles homonymes, voir Beyens.
La famille Beyens est une famille belge de juristes et de diplomates, originaire de Nazareth (Flandre-Orientale), anoblie en 1850 en la personne d'Eugène Beyens (1816-1894) par le duc Ernest II de Saxe-Cobourg et Gotha avec le titre de Freiherr.
Cette famille a fait ensuite en 1851 en Belgique l'objet d'une reconnaissance de noblesse par Leopold 1er avec le titre de baron transmissible à tous ses descendants.
Ont appartenu à cette famille: 
- Albert Guillaume Marie Beyens (1760 - 1827), avocat, juge.
- Jean-Baptiste Justin Beyens (1766 - 1829), avocat.
- Eugène Beyens (1816 - 1894), diplomate
- Napoleon-Eugène Beyens (1855 - 1934), diplomate, Ministre d'Etat.
- Antoine Nicolas Beyens (1906 - 1995), diplomate.
- Henri-Eugène Beyens (de) (1933 - 2018), diplomate.

## Crayon généalogique
- Livinus Beyens x Joanna Wanseel 
  - Laurentius Beyens[3] (Nazareth 28 mars 1630) x Petronella Wouters (au moins dix enfants)
    - Paulus Beyens[4] (Nazareth 29 octobre 1659) x Joanna Vermeersch
      - Franciscus Beyens[5] (Nazareth 7 août 1691) x Josine (Judoca) Van Acker.
        - Petrus Beyens[6]. (Wontergem 21 janvier 1721). Comme de coutume, le grand-père maternel et la grand-mère paternelle furents parrain et marraine.
        - Jean-François Beyens[7] (Wontergem 18 janvier 1723)
        - Joseph Beyens[8] (Wontergem 5 janvier 1725)
        - Jacobus Beyens[9] (Wontergem 15 février 1727)
        - Petrus-Franciscus Beyens[10] (Wontergem 16 février 1731 - Deinze 24 août 1794), x Marie-Jeanne Camberlyn (1724-1801)
          - Marie-Thérèse (1754-1782) [11]
          - Caroline (1756-après 1767) [12]
          - Jean-Baptiste-Hubert (1757 - avant 1766) [13]
          - Constantin (1758-1808) [14]
          - Albert Guillaume Beyens (1760-1827) x Suzanne Mouriau (1778-1814) [15]
          - Isabelle (1760-avant 1767) [16]
          - Eugène-François (1762-1793) [17], prêtre
          - Rosalie (1764- après 1796) [18]
          - Jean-Baptiste-Justin Beyens (1766-1829) x Isabelle Fonteyne (1792-) [19]
            - Hortense Beyens x Hubert Lambert de Stuers, général néerlandais
            - baron Eugène Beyens (1816-1894) x Maria de las Mercedes Alcala Galiano y Valencia (1828-1917)
              - baron Napoleon-Eugène Beyens (1855-1934) x Marguerite Oppenheim (1871-1949)
                - baron Antoine-Nicolas Beyens (1906-1995) x Simonne Goüin (1911-1991)
                  - baron Christian Beyens (1938-1986) x Beatrice Elleboudt (°1939)
                  - baron François Beyens (°1941) x Chuan Wu (1951-)
                  - baron Ghislain Beyens (1953-2001)

                - baron Jean-Baptiste, dit Albert Beyens (1910-2000) x Anne O'Connor (1910-2000).
                  - baron Henri-Eugène Beyens (1933-2018) x Marie-Térèse Henry 1935-2014)

              - baron Hubert Beyens (1861-1946) x Alina de Mot (1867-1958)
                - baron Serge Beyens (1891-1943)

          - Isabelle (1767-après 1803) [20] Cette seconde Isabelle (que Poplimont ne mentionne pas) épousa Jean-Baptiste Gheldolf et non point la première, comme il l'indique, qui mourut jeune.

## Alliances
- XVIIIe : Camberlyn, (B)
- XIXe: de Casa-Valencia (Esp), De Mot (B), Fonteyne (B), de Hurtado (Esp), Oppenheim (All), de La Rousselière-Clouard (F), de Stuers (P-B).
- XXe siècle : de Beauchef de Servigny (F), Goüin (F), Elleboudt (B), O'Connor de Kerry (Irl).

#### Sources généalogiques
Les registres paroissiaux de Nazareth, de Wontergem et de Deinze, fournissent les preuves exactes de l'ascendance et de la filiation des Beyens. Les actes dans ces registres prouvent, contrairement à ce que Isidore de Stein d'Altenstein avançait en 1852 dans L'Annuaire de la noblesse de Belgique, que la famille Beyens, dont il est question dans cet article, n'a pas de lien avec la famille Beyens, seigneurs de Grambais, d'origine hollandaise et installée dans le Brabant wallon.

#### Beyens, la famille des juristes
- Mémoire contenant la réfutation des faits et moyens allégués par les sieurs Jos. Thys et consors, Gand, 1847.
- Eugène COEMANS, Albert Beyens, dans : Biographie nationale de Belgique, T. II, Bruxelles, 1868, col. 401-403.
- Eugène COEMANS, Jean Beyens, dans : Biographie nationale de Belgique, T. II, Bruxelles, 1868, col. 401-403.
- A. SCHILLINGS, Matricule de l'université de Louvain, Tome IX (30 août 1776-11 novembre 1789), Bruxelles, 1967.
- Philippe VAN HILLE, Het Hof van Beroep te Brussel en de rechtbanken van Oost- en West-Vlaanderen onder het Frans Bewind, Handzame, 1970.
- Emile LARTIGUE, Loge des Amis Philanthropes à L’Orient de Bruxelles. Précis historique première partie (1893) dans : Histoire d’une Loge, des origines à 1876, Bruxelles, 1972.
- K. SMITH, Over de hoeven van Deinze, dans : Bijdragen tot de geschiedenis der stad Deinze en van het land aan Leie en Schelde, LIII, 1986, p. 106-109.
- Conny DEVOLDER, De notabelen van het keizerrijk (1804-1814). Het Scheldedepartement, dans : Handelingen van de maatschappij voor geschiedenis en oudheidkunde in Gent, 1991.
- René DE CLERCQ, Vrijmetselaars in Groot-Deinze voor 1830, Deinze, 1991-1994.
- Guy SCHRANS, Vrijmetselarij te Gent in de XVIIIe eeuw, Gand, 1997 en 2009.
- Conny DEVOLDER, Grands notables du Premier Empire. Volume 28, Escaut, C. N. R. S., Paris, 2001.
- Walter PREVENIER & Romain VAN EENOO (dir.), Geschiedenis van Deinze, Deinze, Deel I, 2003 - Deel II, 2005 - Deel III, 2007.
- Herman MAES, Over de notarissen in Deinze, dans : Bijdragen tot de geschiedenis van Deinze en de Leiestreek, 2009, p. 13-57.
- Guido DEMUYNCK, Inleiding tot de geschiedenis van het notariaat te Deinze, VVF, Deinze, 2011.
- Bart COPPEIN et Jérôme DE BROUWER, Histoire du barreau de Bruxelles / 1811–2011 / Geschiedenis van de balie van Brussel, Bruxelles, Éditions Bruylant, 2012, pp. 28, 33, 39.

#### Beyens, la famille des diplomates
- Isidore de STEIN d'ALTENSTEIN, Annuaire de la noblesse de Belgique, Bruxelles, 1852, p. 111-115.
- Charles POPLIMONT, La Belgique héraldique, Tome I, A-Bi, Bruxelles, 1863.
- Felix-Victor GOETHALS, Archéologie des familles de Belgique, première livraison, Bruxelles, Imprimerie de Polach-Duvivier, 1864, pp. 98 à 101.
- Paul BOURGET, Un diplomate belge à Berlin. L'Illustration, 26 décembre 1931.
- Baron BEYENS, Un diplomate au service de son pays. Le baron Beyens, ministre des Affaires étrangères, Bruxelles, z. d.
- État Présent de la noblesse du Royaume de Belgique, Éditions Tradition et Vie, Bruxelles 1960.
- Fernand VAN LANGENHOVE, Eugène Beyens, dans : Biographie nationale de Belgique, T. XXXIV, Brussel, 1967-68, col. 71-79
- Oscar COOMANS de BRACHÈNE & Georges de HEMPTINNE, État présent de la noblesse belge, Annuaire 1971, seconde partie : Bet - Bo, Bruxelles, 1971.
- Oscar COOMANS de BRACHÈNE, État présent de la noblesse belge, Annuaire 1984, Bruxelles, 1984.
- Paul JANSSENS et Luc DUERLOO, Armorial de la noblesse belge, Bruxelles, 1992.
- Oscar COOMANS de BRACHÈNE, État présent de la noblesse belge, Annuaire 2003, Brussel, 2003
- Henri BEYENS, Aux avant-postes de la diplomatie. Le baron Beyens, ministre de Belgique à Berlin (1912-1914), dans: Bulletin de l'Association de la Noblesse, 2014.
- Andries Van den Abeele, Nazareth zendt zijn zonen uit. Beyens: van landbouwers tot ambassadeurs, in: Kring voor geschiedenis van kunst en geschiedenis van Deinze en de Leiestraat, 2017.
- Bertrand MAUS de Rolley e.a., État présent de la noblesse belge, Annuaire de 2017, A-Bi, Bruxelles, 2017.
- Mémoire contenant la réfutation des faits et moyens allégués par les sieurs Jos. Thys et consors, Gent, 1847.